# Edinburgh of the Seven Seas
Edinburgh of the Seven Seas (česky Edinburgh sedmi moři) je hlavní a největší sídlo ostrova Tristan da Cunha, britského zámořského území Svatá Helena, Ascension a Tristan da Cunha v jižním Atlantiku. Místní ho nazývají The Settlement (osada) nebo The Village (vesnice).
Edinburgh of the Seven Seas je považován za nejodlehlejší trvale obydlené místo světa. Nejbližším obydleným místem je cca 2440 kilometrů vzdálené město Jamestown na ostrově Svatá Helena.